# Rifugio Vittorio Raffaele Leonesi
Il rifugio Vittorio Raffaele Leonesi è un rifugio situato nel comune di Ceresole Reale (TO), in valle dell'Orco, nelle Alpi Graie, a  2.909 m s.l.m.

## Storia
È stato costruito nel 1892 come rifugio specifico del gruppo delle Levanne. Nel corso degli anni ha subito notevoli modifiche.

## Caratteristiche e informazioni
È intitolato a  Vittorio Raffaele Leonesi, alpinista caduto sulla Uia di Ciamarella nel 1928.
Il rifugio non è custodito. Pertanto è sempre aperto come luogo di emergenza.

## Accessi
Il rifugio è raggiungibile da Ceresole Reale, frazione  Pouvens (1598 m) in circa quattro ore.

## Ascensioni
- Levanne

## Traversate
- Rifugio Paolo Daviso - 2.280 m